# Chris Canty (giocatore di football americano 1976)
Christopher Shawn Patrick Canty (Long Beach, 30 marzo 1976) è un ex giocatore di football americano statunitense che ha militato nel ruolo di cornerback nella National Football League.

## Biografia
Dopo avere giocato al college a football alla Kansas State University, Canty fu scelto come 29º assoluto nel Draft NFL 1997 dai New England Patriots. Vi giocò per due stagioni dopo di che militò nei Seattle Seahawks (1999-2000) e i New Orleans Saints. Concluse la sua carriera professionistica con i Las Vegas Gladiators della Arena Football League e i Rio Grande Valley Dorados della af2.

## Statistiche
| Partite             | 61  |
| Partite da titolare | 12  |
| Tackle              | 126 |
| Intercetti          | 3   |